# Испанский этап FIA WTCC
Испанский этап FIA WTCC — одно из официальных соревнований WTCC, являющееся этапом чемпионата с 2005 года. Со дня основания этап проводится на трассе имени Рикардо Тормо, рядом с испанской Валенсией.

## История
За историю проведения этапа единожды один пилот выиграл обе гонки уик-энда. Подобное удалось в 2007-м году Джеймсу Томпсону.
Местные пилоты выигрывали гонку всего 1 раз - Хорди Жене выиграл самый первый заезд на трассе имени Рикардо Тормо. Местный производитель - SEAT - выиграл треть всех гонок на трассе - 4 из 12 ( в т.ч. единожды выиграв обе гонки ук-энда ).
Три из шести уик-эндов заканчивались двойными победами пилотов одной марки - по разу это удалось Alfa Romeo, Chevrolet и SEAT.

## Победители прошлых лет
| Сезон | Пилот                       | Конструктор | Трасса   | Статья |
| ----- | --------------------------- | ----------- | -------- | ------ |
| 2010  | Гонка 1 : Габриэле Тарквини | SEAT        | Валенсия | Отчёт  |
| 2010  | Гонка 2 : Тьягу Монтейру    | SEAT        | Валенсия | Отчёт  |
| 2009  | Гонка 1 : Иван Мюллер       | SEAT        | Валенсия | Отчёт  |
| 2009  | Гонка 2 : Августо Фарфус    | BMW         | Валенсия | Отчёт  |
| 2008  | Гонка 1 : Роберт Хафф       | Chevrolet   | Валенсия | Отчёт  |
| 2008  | Гонка 2 : Ален Меню         | Chevrolet   | Валенсия | Отчёт  |
| 2007  | Гонка 1 : Джеймс Томпсон    | Alfa Romeo  | Валенсия | Отчёт  |
| 2007  | Гонка 2 : Джеймс Томпсон    | Alfa Romeo  | Валенсия | Отчёт  |
| 2006  | Гонка 1 : Августо Фарфус    | Alfa Romeo  | Валенсия | Отчёт  |
| 2006  | Гонка 2 : Йорг Мюллер       | BMW         | Валенсия | Отчёт  |
| 2005  | Гонка 1 : Хорди Жене        | SEAT        | Валенсия | Отчёт  |
| 2005  | Гонка 2 : Йорг Мюллер       | BMW         | Валенсия | Отчёт  |